# 奥得奥厄
奥得奥厄（德語：Oderaue，意为“奧得河的草地”）是德国勃兰登堡州的市镇，隶属于梅尔基施-奥得兰县。总面积为65.07平方千米，截至2023年12月31日总人口为1,592人。